# Suzi Ehtesham-Zadeh
Suzi Ehtesham-Zadeh (persisch سوزی احتشام زاده; geb. in Washington, D.C.) ist eine iranisch-US-amerikanische Schriftstellerin.

## Leben
Ehtesham-Zadeh verbrachte ihre Kindheit während der letzten Jahre des Schah-Regimes zunächst in Teheran. Die politische Landschaft des Iran, geprägt von der bevorstehenden Islamischen Revolution, hatte einen großen Einfluss auf ihr Leben. Nach der Revolution zog sie zur Fortsetzung ihrer Ausbildung in die Vereinigten Staaten zurück. Sie absolvierte ein Bachelorstudium der Philosophie an der Stanford University und erwarb später einen Master of Fine Arts in Creative Writing von der Boston University. Über die Jahre lebte und arbeitete sie auf vier Kontinenten und verbrachte auch einige Jahre in Spanien. Mittlerweile lebt sie mit ihrer Familie, umgeben von einer Vielzahl von Tieren, auf einer kleinen Farm in Woodstock im US-Bundesstaat Georgia.

## Wirken
Ehtesham-Zadeh unterrichtete weltweit als Englischlehrerin und widmete sich nebenher der Schriftstellerei. Ihre Werke sind in verschiedenen internationalen Literaturzeitschriften erschienen. Ihre jüngste Storysammlung Zan (2024) beschäftigt sich mit iranischen Frauen während des Aufstands im Iran sowie im Exil lebenden Frauen. Diese Sammlung, die von Ehtesham-Zadehs eigenen Erfahrungen und den vielen starken iranischen Frauen in ihrer Familie inspiriert worden ist, gewann bereits vor Erscheinung im Jahr 2022 den Dzanc Books Short Story Collection Prize 2022 und ist ein Tribut an die mutigen Frauen der unter dem Motto “Zan, Zendegi, Azadi” („Frau, Leben, Freiheit“) stehenden Bewegung im Iran. Ihre Erzählungen sind ein Spiegel der gesellschaftlichen Herausforderungen, denen sich iranische Frauen gegenübersehen und stellen ihrer Resilienz und Entschlossenheit dar.